# Bahnhof Valga

Der Bahnhof Valga ist der Bahnhof der estnischen Stadt Valga (Kreis Valga).
Der Bahnhof liegt an den Bahnstrecken Tartu–Valga, Valga–Koidula und Riga–Valga. Er wird von Eesti Raudtee betrieben und verfügt über zwei 150 m lange Bahnsteige mit drei Bahnsteiggleisen.
Durch die Lage in der estnisch / lettischen Doppelstadt Valga / Valka hat der Bahnhof die Funktion eines Grenzbahnhofes an der Grenze zwischen Estland und Lettland. Dazu verfügt er über 10 Gleise mit einer Länge von insgesamt 22 Kilometer auf einer Fläche von 22,7 Hektar.

## Gebäude
1889 wurde das rote Backsteingebäude des Bahnhofs Walk im historistischen Stil erbaut. Es wurde im Zweiten Weltkrieg zerstört. Das neue Bahnhofsgebäude aus dem Jahr 1949 steht seit 2017 unter Denkmalschutz.

## Personenverkehr
Es verkehren Züge der Bahngesellschaft Elron von und nach Tallinn über Tartu und Züge der Bahngesellschaft Pasažieru Vilciens von und nach Riga.

## Güterverkehr
Pro Jahr verkehren über 500 internationale Güterzüge über den Bahnhof Valga.

## Bahnhof Valka II
1896/97 wurde ein Bahnhof an den Schmalspurstrecken eröffnet. Er lag im heute lettischen Teil der Stadt. Der Verkehr auf den Strecken Alūksne–Valka und Valka–Pärnu wurden 1959 eingestellt und die Strecken bis 1975 zurückgebaut.
In der Zwischenkriegszeit diente der Bahnhof auch als Endstation der Breitspurstrecke aus Riga.
Heute sind hier Fahrten mit Eisenbahn-Draisine möglich.